# Banyo
Banyo  este un oraș  în partea de nord-vest a Camerunului, în  provincia Adamawa.